# Mesoleptus filicornis
Mesoleptus filicornis är en stekelart som först beskrevs av Thomson 1884.  Mesoleptus filicornis ingår i släktet Mesoleptus och familjen brokparasitsteklar. Arten är reproducerande i Sverige. Inga underarter finns listade i Catalogue of Life.